# Coupe d'Europe des vainqueurs de coupe masculine de handball 2001-2002
Navigation
Coupe des Coupes 2000-2001 Coupe des coupes 2002-2003
La Coupe d'Europe des vainqueurs de coupe masculine de handball 2001-2002 est la 27e édition de la Coupe d'Europe des vainqueurs de coupe masculine de handball.
Organisée par la Fédération européenne de handball (EHF), la compétition est ouverte à 34 clubs de handball d'associations membres de l'EHF. Ces clubs sont qualifiés en fonction de leurs résultats dans leur pays d'origine lors de la saison 2000-2001.
Elle est remportée par le club espagnol du ADC Ciudad Real, vainqueur en finale du tenant du titre allemand du SG Flensburg-Handewitt,. À noter que les deux clubs s'étaient déjà rencontrés en finale de la Coupe des Villes 1998-1999 avec une victoire des Allemands à la clé.

## Résultats

### Tour préliminaire
| Équipe 1               | Score   | Équipe 2      | Aller | Retour |
| ---------------------- | ------- | ------------- | ----- | ------ |
| Sheriff Tiraspol       | 54 – 65 | Dennis Turku  | 25-30 | 29-35  |
| Grammar School Nicosia | 37 – 53 | Põlva Serviti | 18-24 | 19-29  |

### Seizièmes de finale
Les résultats des seizièmes de finale sont :
| Équipe 1                 | Score   | Équipe 2               | Aller | Retour |
| ------------------------ | ------- | ---------------------- | ----- | ------ |
| RK Partizan Belgrade     | 69 – 42 | Arkatron Minsk         | 42-21 | 27-21  |
| HK Kópavogs              | 49 – 56 | FC Porto               | 24-29 | 25-27  |
| Eskilstuna Guif          | 57 – 39 | Handball Esch          | 30-21 | 27-18  |
| RK Gorenje Velenje       | 57 – 43 | Põlva Serviti          | 26-22 | 31-21  |
| Fibrex Săvinești         | 44 – 39 | Viborg HK              | 22-15 | 22-24  |
| RK Bosna Visoko          | 53 – 63 | Pfadi Winterthur       | 31-26 | 22-37  |
| RK Zamet Rijeka          | 63 – 55 | Université de Šiauliai | 31-34 | 32-21  |
| Montpellier Handball     | 52 – 28 | Svitotekhnik Brovary   | 29-12 | 23-16  |
| Maccabi Rehovot          | 53 – 63 | Energiya Voronej       | 28-33 | 25-30  |
| HV Sittardia             | 33 – 54 | Dunaferr HK            | 17-28 | 16-26  |
| VfL Bad Schwartau-Lübeck | 56 – 42 | Beşiktaş JK            | 32-23 | 24-19  |
| IL Runar Sandefjord      | 56 – 48 | Panellínios Athènes    | 31-21 | 25-27  |
| Wisła Płock              | 62 – 56 | SC Merano              | 34-27 | 28-29  |
| Remus Bärnbach-Köflach   | 43 – 72 | SG Flensburg-Handewitt | 20-33 | 23-39  |
| Dennis Turku             | 41 – 61 | ADC Ciudad Real        | 25-31 | 16-30  |
| Sporting Neerpelt        | 40 – 48 | RK Prilep              | 21-25 | 19-23  |

### Huitièmes de finale
Les quarts de finale se sont déroulés les 8 et 9 décembre 2001 (aller) et les 15 et 16 décembre 2001 (retour) :
| Équipe 1                    | Score   | Équipe 2             | Aller   | Retour  |
| --------------------------- | ------- | -------------------- | ------- | ------- |
| ADC Ciudad Real             | 75 – 60 | Pfadi Winterthur     | 40 – 26 | 35 – 34 |
| RK Zamet Rijeka             | 37 – 48 | Montpellier Handball | 23 – 24 | 14 – 24 |
| Partizan Belgrade           | 50 – 49 | RK Prilep            | 29 – 22 | 21 – 27 |
| Fibrex Săvinești            | 47 – 60 | IL Runar Sandefjord  | 30 – 28 | 22 – 29 |
| SG VfL Bad Schwartau-Lübeck | 46 – 48 | FC Porto             | 24 – 22 | 22 – 26 |
| Eskilstuna Guif             | 31 – 50 | Dunaferr HK          | 13 – 24 | 18 – 26 |
| Energiya Voronej            | 64 – 60 | RK Gorenje Velenje   | 30 – 26 | 34 – 34 |
| SG Flensburg-Handewitt      | 54 – 52 | Orlen SSA Płock      | 33 – 27 | 23 – 25 |

### Quarts de finale
Les quarts de finale se sont déroulés les 23 et 24 février 2002 (aller) et les 2 et 3 mars 2002 (retour) :
| Équipe 1             | Score    | Équipe 2               | Aller   | Retour  |
| -------------------- | -------- | ---------------------- | ------- | ------- |
| Montpellier Handball | 48 – 51  | ADC Ciudad Real        | 27 – 25 | 21 – 26 |
| Partizan Belgrade    | 55 – 50  | IL Runar Sandefjord    | 30 – 18 | 25 – 32 |
| Dunaferr HK          | 44 – 44* | FC Porto               | 25 – 15 | 19 – 29 |
| Energiya Voronej     | 52 – 63  | SG Flensburg-Handewitt | 31 – 31 | 21 – 32 |

*Dunaferr HK qualifié selon la règle du nombre de buts marqués à l'extérieur (19 contre 15)

### Demi-finale
Les demi-finales se sont déroulés les 23 et 24 mars 2002 (aller) et le 30 mars 2002 (retour) :
| Équipe 1          | Score   | Équipe 2               | Aller   | Retour  |
| ----------------- | ------- | ---------------------- | ------- | ------- |
| Partizan Belgrade | 45 – 48 | ADC Ciudad Real        | 20 – 19 | 25 – 29 |
| Dunaferr HK       | 42 – 47 | SG Flensburg-Handewitt | 21 – 22 | 21 – 25 |

### Finale
La finale s'est déroulée les 20 et 28 avril 2002 :
| Équipe 1        | Score   | Équipe 2               | Aller   | Retour  |
| --------------- | ------- | ---------------------- | ------- | ------- |
| ADC Ciudad Real | 58 – 54 | SG Flensburg-Handewitt | 31 – 22 | 27 – 32 |

Finale aller
| 20 avril 2002 | ADC Ciudad Real     | 31 - 22   | SG Flensburg-Handewitt | Pabellón Santa María, Ciudad Real Affluence : 3 400 Arbitrage : Anto Josic, Sinisa Rudic |
| 20 avril 2002 | Talant Dujshebaev 8 | (11 - 12) | Jeppesen et Berge 5    | Pabellón Santa María, Ciudad Real Affluence : 3 400 Arbitrage : Anto Josic, Sinisa Rudic |
| 20 avril 2002 | EHF Hand action     |           |                        | Pabellón Santa María, Ciudad Real Affluence : 3 400 Arbitrage : Anto Josic, Sinisa Rudic |

- ADC Ciudad Real
  - Gardiens de but : Wiechers, Nunez.
  - Joueurs de champ : Trives, Ortega (4), Dujshebaev (8), Urdiales (1), Grebnev (3), Urios (6), Perez Canca (1), Pogorelov (2), Hjermind (1), Romero (5).
- SG Flensburg-Handewitt
  - Gardiens de but : Scheie, Holpert
  - Joueurs de champ : Nielsen, Fegter, Wenta (1), Hahn (2), Scheller, Christiansen (4), Jeppesen (5), Berge (5), Stryger (3), Boldsen (2).

Lors de la finale aller, de nombreuses violences et altercations ont lieu, au point que l'EHF inflige une amende de 5 400 € au BM Cuidad Real, tandis que Veselin Vujović et Rolando Urios (entraineur et joueur de Ciudad Real) ainsi que Christian Berge (joueur de Flensbourg) ont été punis d'une suspension pour respectivement 2 ans, 11 et 9 mois.
Finale retour
| 28 avril 2002 | SG Flensburg-Handewitt | 32 - 27   | ADC Ciudad Real | Campushalle, Flensbourg Affluence : 6 000 Arbitrage : Darko Repensek, Janko Pozeznik |
| 28 avril 2002 | Bogdan Wenta 9         | (16 - 14) | Iker Romero 9   | Campushalle, Flensbourg Affluence : 6 000 Arbitrage : Darko Repensek, Janko Pozeznik |
| 28 avril 2002 | EHF Hand action        |           |                 | Campushalle, Flensbourg Affluence : 6 000 Arbitrage : Darko Repensek, Janko Pozeznik |

- SG Flensburg-Handewitt
  - Gardiens de but : Scheie, Holpert.
  - Joueurs de champ : Nielsen, Fegter, Wenta (9), Hahn (2), Kunze, Christiansen (8), Jeppesen (8), Christ, Stryger (2), Boldsen (3).
- ADC Ciudad Real
  - Gardiens de but : Wiechers, Nunez.
  - Joueurs de champ : Trives (1), Fog (1), Ortega (7), Dujshebaev (2), Urdiales (1), Grebnev (1), Perez Canca, Pogorelov (2), Hjermind (3), Romero (9).

## Les champions d'Europe
| Vainqueur de la Coupe d'Europe des vainqueurs de coupe 2001-2002 ADC Ciudad Real 1er titre |

L'effectif du ADC Ciudad Real était :
- Gardiens de but
  - Jordi Núñez
  - Henning Wiechers
  - Francisco Chirosa
- Demi-centres
  - José Luis Pérez Canca
  - Talant Dujshebaev
- Arrières
  - Mariano Ortega
  - Iker Romero
  - Julio Muñoz
  - Sergueï Pogorelov
- Ailiers
  - José Ignacio Lubián
  - Samuel Trives
  - Santiago Urdiales
  - Christian Hjermind
  - Javier Fernández 'Jabato'
- Pivots
  - Oleg Grebnev
  - Rolando Urios
  - Ian Marko Fog
- Entraîneur
  - Veselin Vujović